# 伊犁參贊大臣
伊犁參贊大臣，清代職官，設置於中國新疆伊犁地區的駐劄大臣。

## 沿革
乾隆五十四年（1789年）設置，隸屬於伊犁將軍，管轄地區包含巴爾喀什湖以南之伊犁河流域、楚河中上游流域、塔拉斯河流域、伊塞克湖流域。十九世紀中葉因俄羅斯帝國擴張而逐漸縮小實際控制範圍。光緒十年（1884年），新疆建省，裁撤伊犁參贊大臣，改置伊犁副都統二員；十四年（1888年），移副都統之一員改為塔爾巴哈臺副都統。

## 屬員
- 伊犁領隊大臣4人，分別統轄索倫、厄魯特、察哈爾、錫伯營兵。
- 伊犁總管6人。
- 伊犁副總管7人，兼管駝場、馬場。
  - 協領12人。
  - 佐領108人
    - 驍騎校108人。
    - 防禦56人。